# Dejan Marković
Dejan Markovic (n. Zemun, Serbia; 26 de mayo de 1973) es un exfutbolista serbio que se desempeñaba como delantero.

## Clubes
| Club             | País    | Año         |
| ---------------- | ------- | ----------- |
| FK Partizan      | Serbia  | 1989 - 1992 |
| UE Figueres      | España  | 1993        |
| CD Logroñés      | España  | 1993 - 1997 |
| CA Osasuna       | España  | 1997 - 2000 |
| FC Admira Wacker | Austria | 2000 - 2004 |
| FC Naters        | Suiza   | 2005 - 2011 |